# Ignacy Schaitter

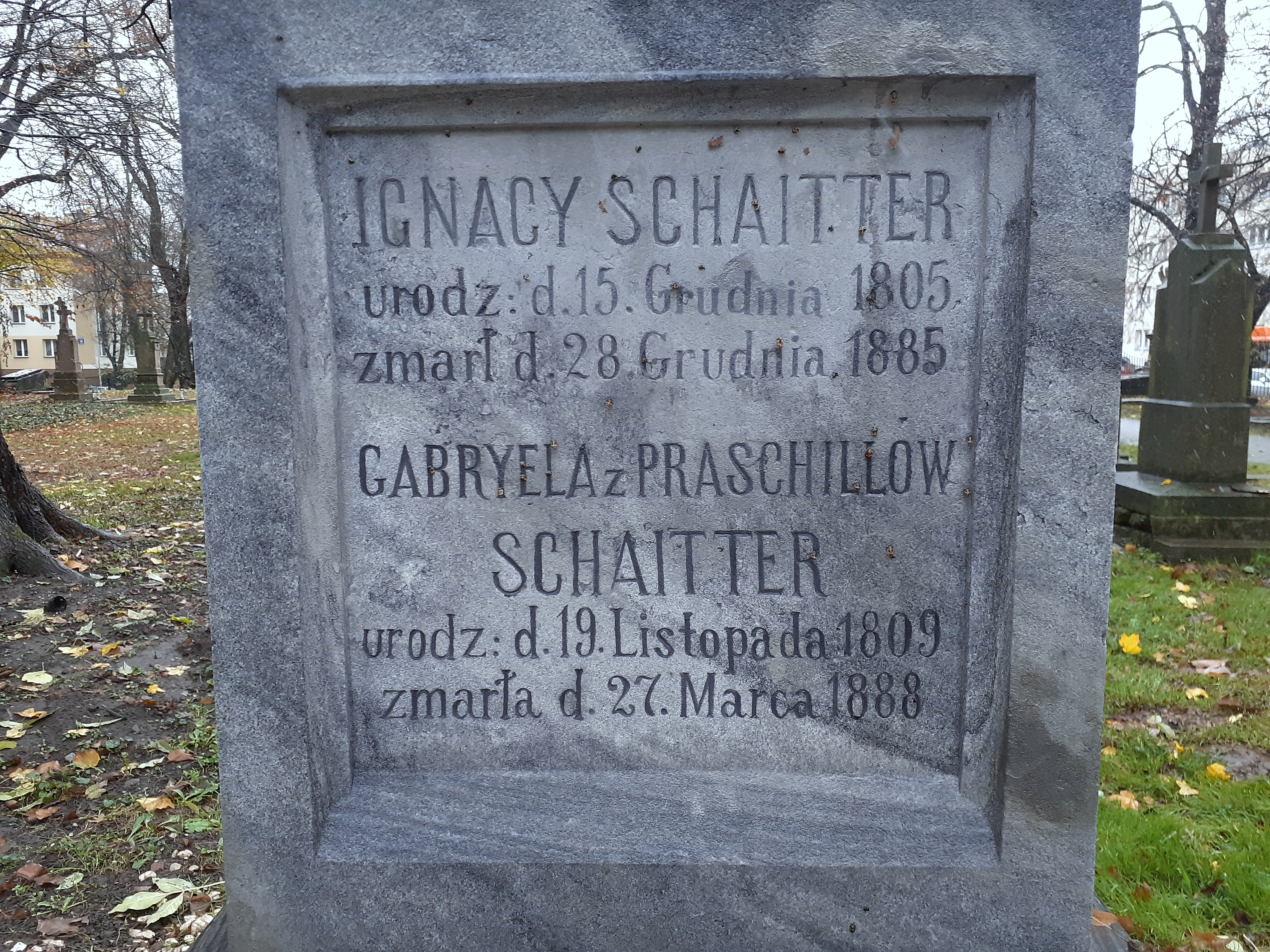
płyta nagrobna Ignacego i Gabrieli Schaitter

Ignacy Schaitter (ur. 18 grudnia 1805 w Rzeszowie, zm. 28 grudnia 1885 tamże) — kupiec, społecznik, przyrodnik-fizjograf.

## Życiorys
Urodził się 18 grudnia 1805 w Rzeszowie w rodzinie Tomasz i jego żony Karoliny z domu Holzer. Miał siostrę Matyldę i brata Ferdynanda.
Naukę rozpoczął w szkole powszechnej w Krośnie a następnie zdobywał wiedzę w gimnazjum realnym we Lwowie. Przygotowując się do zawodu kupca odbył w latach 1822-25 praktykę w Opawie w firmie Keila, Flacha i Bayera.
W 1825 powrócił do Rzeszowa i wraz z ojcem prowadził sklep wielobranżowy, który został przekształcony w spółkę „Tomasz Schaitter i Syn. Sklep towarów korzennych, żelaznych i farb”. W 1835 spółka uległa rozwiązaniu i Ignacy działalność kupiecką prowadził dalej samodzielnie. W ciągu kolejnych lat podwoił zysk firmy. Współpracował z trzystoma dostawcami z Europy i dlatego był zaangażowanym w poprowadzeniu linii kolejowej z Krakowa do Lwowa przez Rzeszów.
Obok pracy zawodowej prowadził działalność społeczną w Rzeszowie. Był członkiem i przewodniczącym w latach 1856-60 rzeszowskiego Gremium Kupieckiego; kierował oddziałem rzeszowskiej Pierwszej Austriackiej Kasy Oszczędności Zjednoczonych Powszechnych Zakładów Zaopatrzenia w Wiedniu w latach 1838-51 i prezesem wydziału Kasy Oszczędności w Rzeszowie.
Przez 30 lat był radnym miasta Rzeszowa. Należał w 1858 do założycieli Towarzystwa Strzeleckiego w Rzeszowie, był członkiem Komitetu Opieki nad Cmentarzem Katolickim, oraz Stowarzyszenia Profesjonalistów i Przemysłowców w Rzeszowie w 1879, jak również w latach 1875–83 należał do Rady Nadzorczej Towarzystwa Zaliczkowego i Kredytowego i w 1878–79 był jej prezesem.
W 1875 nadano mu honorowe obywatelstwo miasta Rzeszowa.
Interesował się również naukami przyrodniczymi i od 1848 rozpoczął zbieranie okazów przyrodniczych. W przeciągu czterdziestu lat zgromadził ponad 23 tys. okazów przyrodniczych w tym ponad tysiąc okazów ptaków. Zbiór owadów został podarowany szkole ludowej w Kolbuszowej. Zbiory ptaków motyli i innych owadów przekazane zostały do C.K. Seminarium Nauczycielskiego w Rzeszowie. W 1889 część zbiorów została sprzedana gimnazjum jezuickiemu w Chyrowie. Schaitter należał do wiedeńskiego Towarzystwa Zachęty Sztuk Pięknych oraz Towarzystw: Tatrzańskiego i Zoologiczno-Botanicznego w Wiedniu oraz Komisji Fizjograficznej Towarzystwa Naukowego Krakowskiego.
W 1829 poślubił Gabrielę Praschill z którą miał czworo dzieci: Ludwika, Elwirę, Georginię i Juliusza. Zmarł w Rzeszowie 28 grudnia 1885 i pochowany został na Starym Cmentarzu w Rzeszowie.